# Helina lagenicauda
Helina lagenicauda este o specie de muște din genul Helina, familia Muscidae, descrisă de Xue în anul 1997. Conform Catalogue of Life specia Helina lagenicauda nu are subspecii cunoscute.